# Ludwik Kołkowski
Ludwik Kołkowski (ur. 13 czerwca 1918, zm. 11 listopada 2001 w Warszawie) – polski pedagog, docent doktor Politechniki Warszawskiej związany z Instytutem Nauk Ekonomiczno-Społecznych (ob. Kolegium Nauk Społecznych i Administracji), Sprawiedliwy wśród Narodów Świata.
Ukończył studia humanistyczne na Uniwersytecie Warszawskim, od 1963 był zawodowo związany z Instytutem Kształcenia Zawodowego. W 1969 uzyskał stopień doktora nauk humanistycznych, od 1973 był docentem. W 1974 rozpoczął pracę docenta w Instytucie Nauk Ekonomiczno-Społecznych Politechniki Warszawskiej. W 1988 przeszedł w stan spoczynku.
Był współautorem licznych opracowań naukowych, materiałów dydaktycznych oraz trzech podręczników:
- Zagadnienia metodyki nauczania przedmiotów elektrycznych (współautorzy: B. Czejdo, S.M. Kwiatkowski, 1982);
- Problemy algorytmizacji i automatyzacji procesu dydaktycznego (red., współredaktorzy: M. Godlewski, E. Lipiński, 1983);
- Elementy teorii kształcenia zawodowego (współautor: S.M. Kwiatkowski, 1994).

W lutym 1943 r. razem z matką Stanisławą Kołkowską udzielił schronienia dwóm Żydom zbiegłym z transportu do obozu zagłady w Treblince. Kołkowscy ukrywali Hersza i Chanę Kreplaków do sierpnia 1944 r.  Oprócz tego udzielili pomocy Jankielowi Kreplakowi, i Chaimowi Zylbermanowi, a także Ince Askelrod. Uratowani wyemigrowali po wyzwoleniu utrzymując kontakt z Kołkowskimi. Za swoją działalność na rzecz ratowania Żydów podczas II wojny światowej Ludwik Kołkowski został w 1984 r. odznaczony medalem Sprawiedliwy Wśród Narodów Świata. Był członkiem zarządu Polskiego Towarzystwa Sprawiedliwych wśród Narodów Świata.
Spoczywa na Cmentarzu Wilanowskim.